# Heinz Moeseneder
Heinz Moeseneder  es un escultor y pintor contemporáneo austriaco, nacido el año 1946.